# NGC 3293
NGC 3293 je otvoreni skup u zviježđu Kobilici.
Promjera je 11 svjetlosnih godina.

## Vanjske poveznice
- (eng.) SEDS: NGC 3293
- (eng.) Revidirani Novi opći katalog
- (eng.) Izvangalaktička baza podataka NASA-e i IPAC-a
- (eng.) Astronomska baza podataka SIMBAD
- (eng.) VizieR